# Pomladanski veliki zvonček
Pomladanski veliki zvonček, tudi kronica ali norica, (znanstveno ime Leucojum vernum) je pogosta pomladanska roža, ki jo uvrščamo v družino narcisovk.
Njegovo cvetno steblo je brez listov. Ima enega, redko dva zvonasta 15–25 mm velika cvetova. Visijo posamično na visokem cvetnem steblu.  Ima šest enakih cvetnih listov, ki imajo na koncu svetlozeleno liso. Perigonovi listi so enako dolgi in se končajo z rumeno do zeleno lico. Cvetno steblo je na vrhu podaljšano v 3 do 4 cm dolg listič. Čebulice so v tleh precej globoko (do 20 cm). Veliki zvonček se množi z delitvijo čebulice in s semeni. Cvetni pecelj se med dozorevanjem semen zelo podaljša, težka glavica nato pade na tla in se odpre. Semena raznašajo tudi mravlje.
Raste na s hranili bohatih vlažnih apnenčastih tleh, predvsem v listnatih gozdovih in soteskah ter na vlažnih travnikih. Rastlina je strupena.
Raste v srednji in južni Evropi, predvsem v montanskem pasu od Pirenejev do Karpatov, na Bližnjem vzhodu in še v severni Afriki, ni ga v submediteranskem delu.
Vrtnarskih oziroma gojenih sort je zelo malo.

## Pomladanski veliki zvonček v Sloveniji
Cveti od februarja do aprila. Raste na nekoliko bolj vlažnih tleh po skoraj celotni Sloveniji, od nižine do višjih predelov.
V Sloveniji je kronica zavarovana z Uredbo o zavarovanih prosto živečih rastlinskih vrstah.

## Poletni veliki zvonček
Na močvirnih nižinskih tleh v Sloveniji raste tudi poletni veliki zvonček (Leucojum aestivum), ki cveti od maja do junija in je od tod dobil tudi ime.
Raste na zelo močvirnatih travnikih, v zelo vlažnih gozdovih in na občasno poplavljenih kraških poljih. Pritlični listi so do pol metra dolgi. Na steblu se razvije od 3–7 kimastih cvetov, ki se odpirajo en za drugim in so zelo podobni cvetovom kronice le nekoliko manjši. Beli cvetni listi imajo na koncih zeleno liso.
V Sloveniji ni pogost, v severnem delu države pa sploh ne raste. Je zavarovana vrsta, ki je vključena tudi v slovenski rdeči seznam ogroženih rastlin.